# Hermann Ahlwardt
Hermann Ahlwardt (Krien, 21 dicembre 1846 – Lipsia, 16 aprile 1914) è stato un pubblicista e politico tedesco.
Autore di violenti e allo stesso tempo popolari libelli contro gli ebrei, fu uno dei capi della lotta antisemita e deputato al Reichstag dal 1892.